# Miso
Miso (japonsky 味噌) je pasta ze sóji, používaná v japonské kuchyni jako ochucovadlo. Sójové boby se uvaří, smíchají s mořskou solí, naočkují se kulturou houby kódži (麹, kropidlovec rýžový, lat. Rhizopus oryzae) a nechají se několik měsíců až let pomalu kvasit. Existuje řada regionálních obměn základního receptu, podle kterých se může k sóji také přidat rýže, ječmen, ságo, azuki, chilli paprička nebo konopné semínko. V závislosti na použitých surovinách a délce fermentace se barva misa pohybuje na škále od smetanově bílé přes žlutou a červenou až po tmavě hnědou, liší se také chuť od nasládlé až po výrazně pikantní umami.
Recept na miso se dostal do Japonska na sklonku období Džómon z Číny, kde je tento pokrm známý jako tou-ťiang. Ve středověkém Japonsku bylo pro svou výživovou hodnotu důležitou součástí stravy samurajů. Název miso znamená doslova pramen chuti.
Miso je základní surovinou polévky misoširu, která se připravuje z rybího vývaru daši. Protože varem by se zničily biologicky cenné látky, přidává se miso do polévky až v závěru přípravy. Pasta se také používá k marinování masa před grilováním, k nakládání zeleniny, jako dip či jako glazura na rýžové koláčky moči nebo na vařenou kukuřici. Miso je doporučováno jako součást racionální výživy: je nízkokalorické a dobře stravitelné, obsahuje bakterie Tetragenococcus halophilus, aminokyseliny a vitamín B12, může proto zpomalovat stárnutí organismu. Vzhledem k vysokému obsahu soli by se pokrmy ochucené pastou miso už neměly solit.